# ونسبرو
ونسبرو (به سوئدی: Vansbro) یک سکونتگاه مسکونی در سوئد است که در ونسبرو مونیکیپلیتی واقع شده‌است.

## خصوصیات
ونسبرو ۳٫۳۱ کیلومترمربع مساحت و ۲٬۰۲۶ نفر جمعیت دارد.